# Fernando Rey
Fernando Casado Arambillet (20. září 1917, A Coruña, Španělsko – 9. března 1994, Madrid), známý pod jménem Fernando Rey, byl španělský filmový a divadelní herec, který se za více než půl století aktivní dráhy objevil přibližně ve sto padesáti evropských a amerických snímcích. Hrál v několika filmech režiséra Luise Buñuela – Viridiana (1960), Tristana (1970), Nenápadný půvab buržoazie (1972), Ten tajemný předmět touhy (1977). Ztvárnil také roli drogového bosse v kriminálním dramatu Francouzská spojka (1971).

## Životopis
Narodil se v roce v La Coruñe v roce 1917 do rodiny kapitána Casada Veiga. Studium architektury přerušila španělská občanská válka. Na školu se již nevrátil. Kariéru u filmu nastartoval v roce 1935 jako komparzista. V této době si také zvolil umělecké jméno Fernando Rey, když si podržel křestní jméno a doplnil jej druhým příjmením matky Rey, ve španělštině znamenající „král“.
V roce 1944 získal první mluvenou roli vévody z Alby ve filmu Josého Rubia Eugenia de Montijo. O čtyři roky později si zahrál španělského krále Filipa I. Kastilského v trháku Locura de amor.
V roce 1960 se oženil s argentinskou herečkou Mabel Karrovou.
V roce 1971 obdržel cenu pro nejlepšího herce na Mezinárodním filmovém festivalu v San Sebastiánu za výkon ve snímku Rafaela Gila La duda. Na Filmovém festivalu v Cannes 1977 byl oceněn jako nejlepší herec za film Eliso, můj živote. Roku 1986 byl pak v San Sebastiánu podruhé vyhlášen nejlepším hercem za dvě postavy ve filmech Diario de invierno a El Aire de un Crimen.
Od roku 1992 působil jako předseda Španělské akademie filmového umění a věd. Zemřel v Madridu na nádorové onemocnění v roce 1994.

## Filmografie
- 1994 –  Al otro lado del túnel
  - –  Arnau (televizní seriál)
- 1993 – El Cianuro... ¿solo o con leche?
  - –  Madregilda
- 1992 – L'Atlantide
  - –  Después del sueño
  - –  Don Quijote de Orson Welles
  - –  Fantômes en héritage (televizní seriál)
  - – La Marrana
  - –  Missione d'amore (televizní seriál)
  - –  Prach a krev (televizní film)
  - – 1492: Dobytí ráje
- 1991 – El Quijote de Miguel de Cervantes (televizní seriál)
- 1990 – La Batalla de los Tres Reyes
  - –  Diceria dell'untore
  - –  Nahé tango
- 1989 – La Bahía esmeralda
  - – Le Grand secret (televizní seriál)
  - – I Promessi sposi (televizní seriál)
- 1988 – El Aire de un crimen
  - –  Diario de invierno
  - –  Moon Over Parador
  - –  Pasodoble
  - – Il Ricatto (televizní seriál)
- 1987 – El Bosque animado
  - –  Commando Mengele
  - –  Kapitán James Cook (televizní seriál)
  - –  Rozkaz, pane generále!
  - – El Túnel
- 1986 – Una Donna a Venezia (televizní seriál)
  - –  Elogio della pazzia
  - –  L'Été 36 (TV film)
  - –  Hôtel du paradis
- 1985 –  Black Arrow (televizní film)
  - – El Caballero del dragón
  - –  Léta Páně (TV seriál)
  - –  Padre nuestro
  - – Los Pazos de Ulloa (televizní seriál)
  - –  Rustlers' Rhapsody
  - –  Saving Grace
- 1984 –  Práskač a jeho kat
  - –  Un amour interdit
- 1983 –  Bearn o la sala de las muńecas
  - – A Estrangeira
  - –  Miele di donna
- 1982 –  Bekenntnisse des Hochstaplers Felix Krull (televizní seriál)
  - –  Cercasi Gesù
  - –  Monsignor
- 1981 – Le Bouffon (televizní film)
  - –  Casta e pura
  - –  Dáma s kaméliemi
  - –  Trágala, perro
- 1980 –  Bílý mys
  - – El Crimen de Cuenca
  - –  Racconto d'autunno (televizní film)
- 1979 –  Kvintet
  - –  Memorias de Leticia Valle
- 1978 – Le Dernier amant romantique
  - –  I problemi di Don Isidro Parodi (televizní seriál)
  - –  Rebeldía
  - –  Silnice Řím - Neapol neprůjezdná!
- 1977 –  Eliso, můj živote
  - – Ježíš Nazaretský (televizní film)
  - – L'Occhio dietro la parete
  - – Ten tajemný předmět touhy
  - –  Uppdraget
- 1976 –  Alle origini della mafia (televizní seriál)
  - –  Ctihodné mrtvoly
  - –  Druhá moc
  - –  Manuela
  - – A Matter of Time
  - –  Pouť zatracených
  - – Strip-tease
  - –  Tatarská poušť
- 1975 –  Corruzione al palazzo di giustizia
  - –  Francouzská spojka 2
  - –  Pasqualino Sedmikráska
- 1974 –  A co tvůj bližní?
  - –  Aféra profesora Murriho
  - –  Dites-le avec des fleurs
  - – La Faccia violenta di New York
  - – La Femme aux bottes rouges
- 1973 –  Bílý tesák
  - – Un Camino
  - – La Chute d'un corps
  - –  Pena de muerte
  - – La Polizia incrimina la legge assolve
  - –  Tarot
- 1972 –  Antony and Cleopatra
  - –  Bianco, rosso e...
  - –  Coartada en disco rojo
  - – La Duda
  - –  Chvalozpěv
  - –  Nenápadný půvab buržoazie
  - –  Taková zvláštní láska
- 1971 –  Francouzská spojka
  - –  Historia de una traición
  - – The Light at the Edge of the World
  - – Gli Occhi freddi della paura
  - – A Town Called Hell
- 1970 – The Adventurers
  - –  Aoom
  - –  Mstitel Trinity
  - –  Tristana
  - –  Vamos a matar, compañeros
- 1969 –  Land Raiders
  - –  Pistole sedmi statečných
  - – Il Prezzo del potere
  - – Un Sudario a la medida
- 1968 – The Desperate Ones
  - –  Nesmrtelný příběh
  - – Los Preparativos
  - – El Príncipe y la huerfanita
  - –  Villa jede!
- 1967 – Amor en el aire
  - –  Cervantes
  - –  Historia de la frivolidad (televizní film)
  - –  Run Like a Thief
  - – Le Vicomte règle ses comptes
- 1966 –  Cartes sur table
  - –  El Greco
  - –  Navajo Joe
  - –  Návrat sedmi statečných
  - –  Poklad Inků
  - –  Zampo y yo
- 1965 – El Diablo también llora
  - –  Don Quijote (televizní seriál)
  - –  Due mafiosi contro Goldginger
  - –  Falstaff
  - – I Grandi condottieri
  - – El Marqués
  - –  Misión Lisboa
  - –  Son of a Gunfighter
- 1964 –  Ceremony, The
  - –  Dulcinea del Toboso
  - –  Fin de semana
  - –  Horká hlava
  - – La Nueva Cenicienta
  - – Los Palomos
  - – El Señor de La Salle
  - –  Záhadný kontraband
- 1963 – La Hora incógnita
  - – The Running Man
  - – El Valle de las espadas
- 1962 –  Arrivano i titani
  - – La Cara del terror
  - – Rogelia
  - –  Shéhérazade
  - –  Tierra brutal
- 1961 –  Fantasmas en la casa
  - –  Goliath contro i giganti
  - –  Siempre es domingo
  - –  Teresa
  - –  Viridiana
- 1960 –  Culpables
  - –  Don Lucio y el hermano pío
  - – Pension de mujeres (televizní seriál)
  - – La Rana verde
  - – La Rivolta degli schiavi
- 1959 – Las Dos y media y... veneno
  - –  Misión en Marruecos
  - – Mission in Morocco
  - –  Parque de Madrid
  - –  Poslední dny Pompejí
  - –  Sonáty
  - –  Vida sin risas
- 1958 –  Klenotníci měsíčního svitu
  - –  Pomsta
  - –  ¡Viva lo imposible!
- 1957 – El Andén
  - –  Faustina
  - –  Horas de pánico
  - – Un Marido de ida y vuelta
  - – Las Últimas banderas
- 1956 – El Amor de Don Juan
  - – Una Aventura de Gil Blas
  - –  Don Juan
  - – Le Chanteur de Mexico
  - – La Vida en un bloc
- 1955 –  Playa prohibida
- 1954 – El Alcalde de Zalamea
  - –  Billete para Tánger
  - –  Herci
  - –  Marcelino pan y vino
  - –  Rebeldía
- 1953 –  Aeropuerto
  - –  Cabaret
  - –  Vítáme vás, pane Marshalle
- 1952 – El Cerco del diablo
  - – La Laguna negra
  - – El Tirano de Toledo
- 1951 –  Černé nebe
  - – La Señora de Fátima
  - – La Trinca del aire
- 1950 –  Agustina de Aragón
  - –  Crimen en el entreacto
- 1949 –  Aventuras de Juan Lucas
- 1948 –  Locura de amor
  - –  Mare nostrum
  - –  Si te hubieses casado conmigo
- 1947 –  Don Quijote de la Mancha
  - –  Fuenteovejuna
  - –  Noche de reyes
  - – La Princesa de los ursinos
  - –  Reina santa
- 1946 –  Misión blanca
  - – La Pródiga
  - – La Próxima vez que vivamos
- 1945 –  Estaba escrito
  - – Tierra sedienta
  - – Los Últimos de Filipinas
- 1944 –  Eugenia de Montijo
- 1941 –  A mí no me mire usted
  - –  Escuadrilla
- 1940 – La Dolores
  - – La Gitanilla
  - –  El Rey que rabió
- 1939 – Los Cuatro robinsones
  - – Leyenda rota
- 1936 –  Nuestra Natacha
- 1935 –  Fazendo Fitas